# Teclado Apple
El Teclado Apple (del inglés: Apple Keyboard) es un teclado producido por la empresa Apple para sus ordenadores Mac.
A partir de finales de 2009 Apple incluye de fábrica la versión inalámbrica en todos los iMac

## Disposición
Para servir a la funcionalidad del sistema operativo Mac (y debido a las diferencias históricas), la disposición del teclado de Apple es ligeramente diferente de la del teclado de la PC de IBM se puede notar que es más ubicuo, sobre todo en su modificador y teclas especiales. Las características diferentes a las de otros teclados incluyen: 

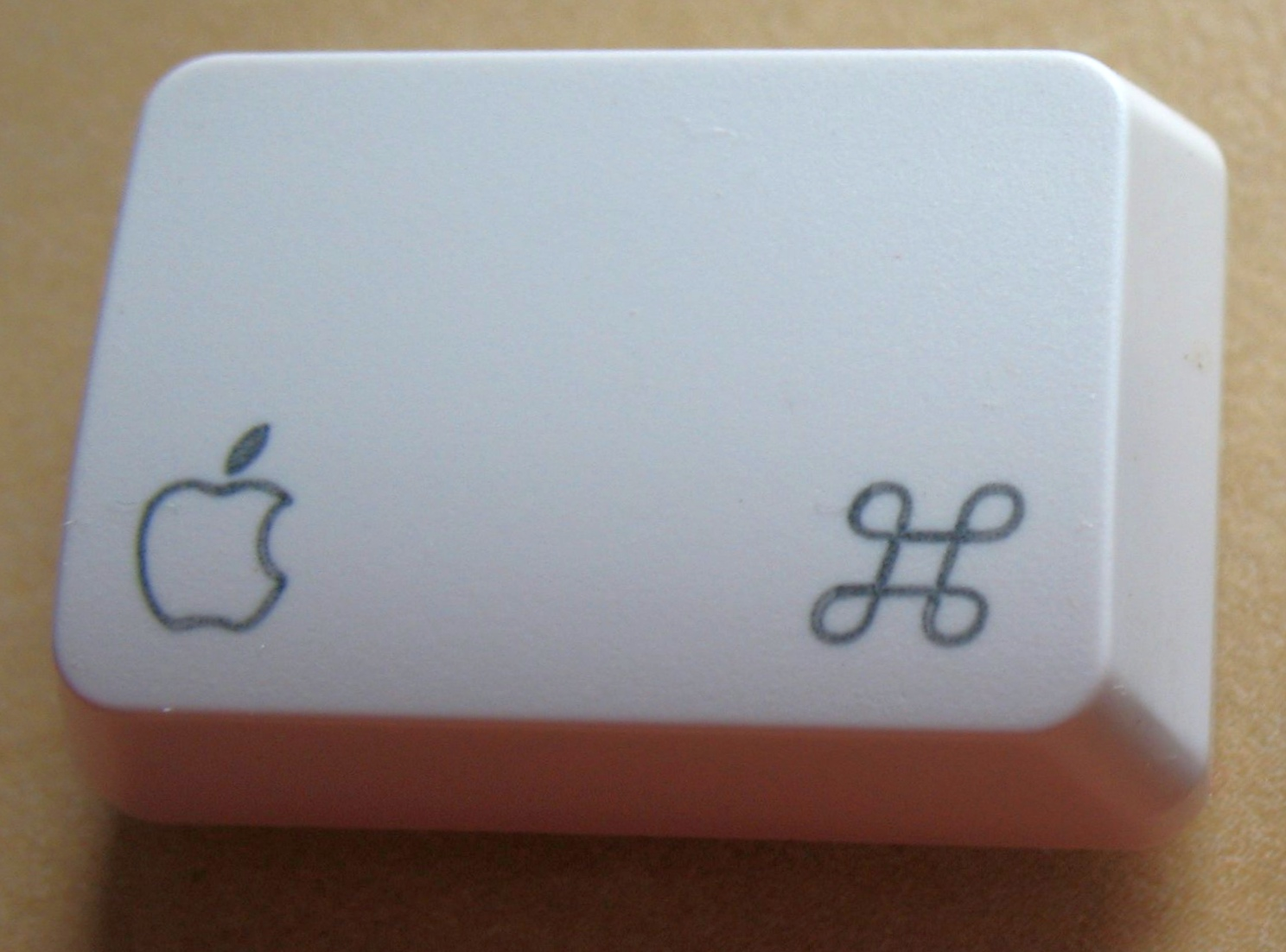
Tecla comando

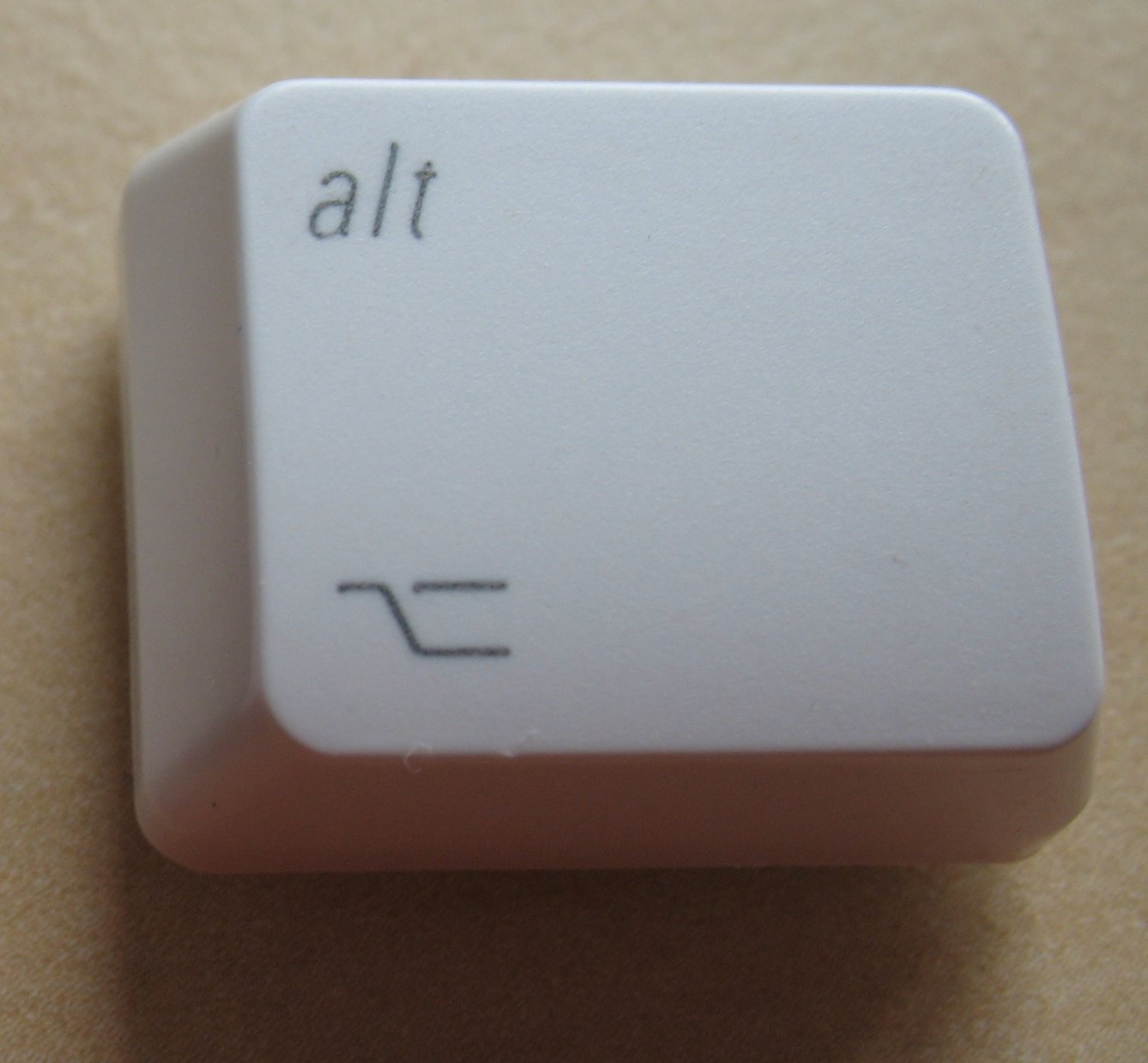
Tecla opción

- La tecla Comando (⌘), utilizada en la mayoría de los métodos abreviados de teclado de Mac. Las funciones clave como la tecla de Windows en los entornos Windows, o una tecla Meta en entornos Unix. En las aplicaciones comunes, tales como procesadores de texto, es el equivalente a la tecla de control de Windows. En comparación con sus equivalentes de la distribución de teclado estándar de IBM PC la tecla Comando y la tecla de opción se encuentran en el orden inverso.

- - Las teclas del logotipo de Apple () en la serie Apple II, que sirve funciones similares a la de la tecla Comando "abierto" (hueco) y aparte "cerrado" (sólido). La clave abierta Apple se combinó con la tecla Comando en los teclados de Apple Desktop Bus (que se utilizaron tanto en el Apple II y varios años de los modelos de Macintosh), donde se mantuvo después de que la línea Apple II se suspendió.

- La tecla Opción (⌥), sirve para ingresar símbolos diacríticos y otros caracteres especiales. Al igual que las teclas Shift y Control, la tecla Opción actúa como un modificador para los atajos de comandos clave, además de ser utilizada para escribir caracteres especiales. Sirve para la función con la tecla sólido Apple en aplicaciones de Apple II. Funciona como la tecla Alt en entornos Unix y Windows. En comparación con sus equivalentes de la distribución de teclado estándar de IBM PC la tecla Comando y la tecla de opción se encuentra en el orden inverso.

- Completo teclados de escritorio de tamaño mediano con un teclado numérico dedicado tienen teclas de función que puede ser de hasta F15, F16, F19 o. Teclas F17-F19 fueron introducidos con el teclado de aluminio USB. El teclado compacto como el bluetooth teclado de aluminio y la incorporación de teclados en todos los ordenadores portátiles basados en Intel van desde F1-F12 sólo, al igual que los teclados de PC de IBM.

- Una tecla Borrar, en lugar de una tecla Num Lock, en los modelos con teclados numéricos completa, ya que estos se dedican a los números y no suele ser utilizada para controlar el cursor.

- Un iguales "tecla" (=) añadido al teclado numérico.

- Una de las claves de ayuda, en lugar de una tecla Insert, o en los teclados de aluminio más reciente, una tecla fn, que alterna la función de las teclas de función entre sus funciones por defecto y funciones especiales (control de volumen, exposición, etc.)

- Ordenadores portátiles suelen incluir las asignaciones adicionales para compartir con teclas de función - reducir y aumentar el brillo, volumen, bajar volumen, mute, y expulsar (⏏). Apple, desde el lanzamiento de la Keyboard Pro, proporciona estos últimos cuatro teclas en los teclados de escritorio encima del teclado numérico donde las luces de indicación de estado están en muchos teclados de PC de IBM. En el teclado de aluminio nuevo, estas funciones son accesibles con las teclas de función, al igual que en las laptops de Apple.

- En los teclados Apple Bus Desktop, una tecla de encendido (◁), que sirve para activar los equipos que apoyaron (y permite escribir el saludo Mac con tres dedos). Fue colocado en la parte superior izquierda o superior derecha (en consonancia con las teclas de función en los teclados que ellos tenían, de lo contrario por encima de las otras teclas). La clave fue reemplazado por un botón de encendido más convencional en los primeros teclados USB, gracias a un pasador de propiedad conectado a la fuente de alimentación del Macintosh en las primeras implementaciones USB de Apple, posteriormente eliminados en la Keyboard Pro junto con el p de alimentación especial

- Tecla de expulsión de CD

## Modelos
Actualmente Apple produce varios modelos.

### Con cable
Se conecta al ordenador mediante cable USB 2.0 e incluye dos entradas USB 2.0 para conectar otros dispositivos

### Inalámbrico
Se conecta a través de Bluetooth. Es más compacto que el anterior debido a que no tiene teclado numérico, tampoco cuenta con ninguna entrada USB 2.0.